# 토머스 길먼
토머스 패트릭 길먼(영어: Thomas Patrick Gilman, 1994년 5월 28일~)은 미국의 레슬링 선수이다. 2020년 하계 올림픽 남자 자유형 밴텀급 종목에서 동메달을 획득했으며 세계 선수권 대회에서 금메달 1개와 은메달을 2개를 획득했다.